# Dionisio Baixeras Verdaguer
Dionisio Baixeras Verdaguer – hiszpański malarz i rysownik pochodzący z Katalonii, przedstawiciel naturalizmu.
Mając 15 lat wstąpił do Królewskiej Katalońskiej Akademii Sztuk Pięknych św. Jerzego w Barcelonie. Specjalizował się w obrazach olejnych o tematyce historycznej. Jego prace można oglądać m.in. w Musée d'art et d'industrie w Roubaix we Francji, oraz w Metropolitan Museum of Art w Nowym Jorku (Barquero de Barcelona, 1886).